# شارلوت سبنسر
شارلوت سبنسر (بالإنجليزية: Charlotte Spencer)‏ هي مغنية وممثلة بريطانية، ولدت في 26 سبتمبر 1991 في هارلو في المملكة المتحدة.

## وصلات خارجية
- شارلوت سبنسر على موقع IMDb (الإنجليزية)
- شارلوت سبنسر على موقع روتن توميتوز (الإنجليزية)
- شارلوت سبنسر على موقع ميوزك برينز (الإنجليزية)
- شارلوت سبنسر على موقع أول موفي (الإنجليزية)
- شارلوت سبنسر على موقع قاعدة بيانات الفيلم (الإنجليزية)